# 맨해튼 트랜스퍼 (소설)
《맨해튼 트랜스퍼》(Manhattan Transfer)는 1925년 공개된 존 더스 패서스의 소설이다.

## 같이 보기
- 르 몽드가 선정한 세기의 도서 100권